# Bobenheim (Bobenheim-Roxheim)
Bobenheim – zeitweise Bobenheim am Sand und später Bobenheim am Rhein – ist der größere Ortsteil der im rheinland-pfälzischen Rhein-Pfalz-Kreis liegenden Gemeinde Bobenheim-Roxheim. Bis zum Jahr 1969 war er eine selbstständige Gemeinde.

## Lage
Bobenheim liegt in der Oberrheinischen Tiefebene im nördlichen Teil der Ortsgemeinde und bildet den nördlichen Abschluss des Rhein-Pfalz-Kreises. Unmittelbar nördlich schließt sich die kreisfreie Stadt Worms an. Mit Roxheim ist der Ort baulich inzwischen zusammengewachsen, sodass keine räumliche Trennung mehr möglich ist. Zu Bobenheim gehören unter anderem die Franz-Voll-Straße und die Roxheimer Straße. Etwas nordöstlich des Siedlungsgebiets befindet sich außerdem der Nonnenhof. Durch das Siedlungsgebiet verläuft in Ost-West-Richtung der Eckbach. Mit den 17 Alteichen im Nonnebusch befindet sich im Nordosten der Gemarkung außerdem ein Naturdenkmal. Südöstlich des Ortes liegt der Silbersee.

## Geschichte
Zunächst gehörte der Ort zur Burggrafschaft Worms und später zur Herrschaft Stauf, die 1388 unter Heinrich II. von Sponheim-Bolanden mit der Herrschaft Kirchheim zur Herrschaft Kirchheim und Stauf vereinigt wurde. Im frühen 18. Jahrhunderts im Zuge eines Tausches zusammen mit den übrigen Rheindörfern der Herrschaft wechselte der Ort zur Kurpfalz und kam danach schließlich zum Hochstift Worms, innerhalb diesem er dem Amt Neuhausen unterstand. Von 1798 bis 1814, als die Pfalz Teil der Französischen Republik (bis 1804) und anschließend Teil des Napoleonischen Kaiserreichs war, hatte Bobenheim am Sand – so die damalige Bezeichnung – in den Kanton Frankenthal eingegliedert und besaß eine eigene Mairie. 1815 hatte der Ort insgesamt 786 Einwohner. Im selben Jahr gehörte der Ort zunächst zu Österreich. Ein Jahr später wechselte er in das Königreich Bayern. Von 1818 bis 1862 war „Bobenheim am Rhein“ Bestandteil des Landkommissariat Frankenthal, das anschließend in ein Bezirksamt umgewandelt wurde.
1928 hatte Bobenheim am Rhein 2211 Einwohner, die in 355 Wohngebäuden lebten. Die Katholiken gehörten seinerzeit zur Pfarrei von Frankenthal, die Protestanten zu derjenigen von Bobenheim-Roxheim. 1939 wurde der Ort in den Landkreis Frankenthal eingegliedert. Nach dem Zweiten Weltkrieg wurde Bobenheim innerhalb der französischen Besatzungszone Teil des damals neu gebildeten Landes Rheinland-Pfalz. Im Zuge der ersten rheinland-pfälzischen Verwaltungsreform wurde Bobenheim am 7. Juni 1969 mit der Nachbargemeinde Roxheim zur neuen Ortsgemeinde Bobenheim-Roxheim zusammengelegt. Gleichzeitig wechselte der Ort in den Landkreis Ludwigshafen, der seit 2004 Rhein-Pfalz-Kreis heißt.

## Verkehr
Bobenheim war 1540 Poststation des Niederländischen Postkurses und als solche eine Filiale des Pendants in Rheinhausen. Der Ort besitzt seit 1853 am westlichen Rand seines Siedlungsgebiets einen Bahnhof an der Strecke Mainz–Ludwigshafen.

## Kultur
Vor Ort existieren insgesamt sechs Objekte, darunter die katholische Pfarrkirche St. Laurentius und der Nonnenhof.

## Persönlichkeiten

### Söhne und Töchter des Ortes
- Adolf Merz (1903–1987), Politiker (SPD)
- Wolfgang Hertinger (* 1950), Polizeibeamter

### Personen, die vor Ort gewirkt haben
- Johann Baptist Gegg (1664–1730), Weihbischof, weihte 1727 die örtliche Filialkirche
- Johann Schichtl (1840–1906), arbeitete von Bobenheim aus
- Georg Schubert (1899–1968), Bildhauer, gestaltete er 1958 ein Wegkreuz vor Ort
- Ludwig von Heyl zu Herrnsheim (1920–2010), Industrieller, lebte ab 2006 auf dem Nonnenhof
- Marie-Elisabeth Klee (1922–2018), Politikerin (CDU), lebte zuletzt auf dem Nonnenhof und starb dort